# Пензенская ТЭЦ-1
Пензенская ТЭЦ-1 — старейшая и крупнейшая тепловая электростанция (теплоэлектроцентраль) Пензенской области России, расположенная в пределах городской черты Пензы. Входит в состав Пензенского филиала ПАО «Т Плюс».
Поставляет электрическую энергию и мощность на оптовый рынок электрической энергии и мощности. Является основным источником тепловой энергии для системы централизованного теплоснабжения Пензы. Установленная электрическая мощность — 310 МВт, тепловая — 805 Гкал/час.

## География
Пензенская ТЭЦ-1 расположена в пределах городской черты, на берегу реки Суры. Фактический адрес — улица Новочеркасская, 1.

## История
Решение о строительстве теплоэлектроцентрали в Пензе было принято в 1937 году, проектная мощность — 50 МВт. 7 апреля 1943 года станция была сдана в пробную эксплуатацию, с января 1944 года — в промышленную эксплуатацию.
Первая очередь станции была спроектирована на сжигание каменного угля, вторая — на природный газ. В период пуска второй очереди первая очередь была переведена на природный газ.
В 1980 году завершено расширение станции.

## Архитектурные особенности
Пензенская ТЭЦ-1, как и многие объекты, построенные в период индустриализации, несёт на себе влияние конструктивизма — ведущего архитектурного стиля в СССР периода 1920—1930-х годов. В оформлении ТЭЦ также использованы популярные с 1960-х годов витражи и мозаичные панно («Бегущие по волнам», «Чайки», «Мама, папа, я — спортивная семья»).

Мемориальный комплекс «Энергетика»

С южной стороны ТЭЦ в небольшом сквере установлен мемориальный комплекс «Энергетика». Памятник установлен в 1985 году, в год 40-летия Победы в Великой Отечественной войне и посвящён создателям Пензенской ТЭЦ-1.

## Описание

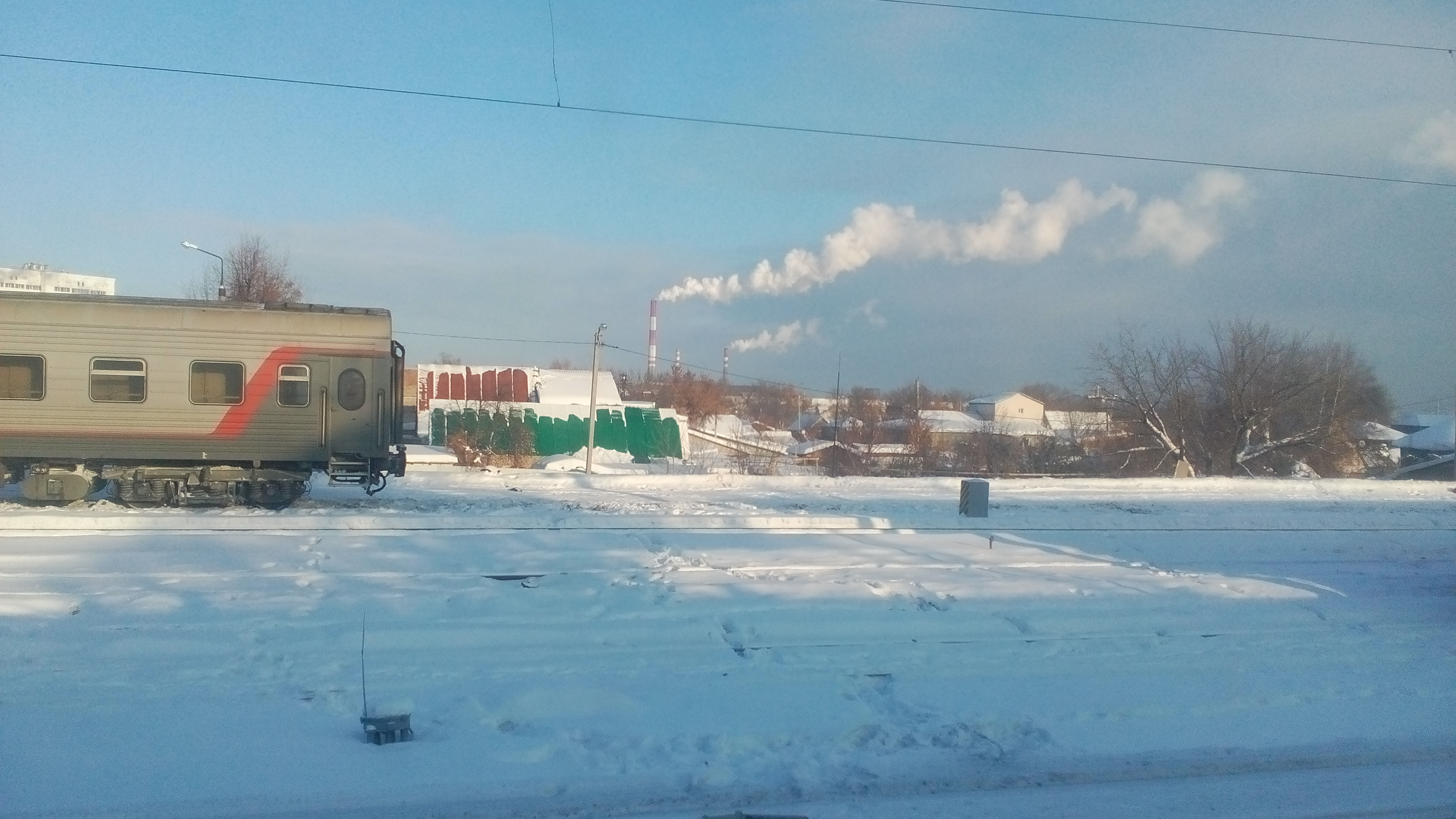
Вид на ТЭЦ со стороны ЖД-вокзала

Пензенская ТЭЦ-1 работает синхронно с Единой энергетической системой России, в составе Пензенской энергосистемы, входящей в объединенную энергосистему Средней Волги. Установленная электрическая мощность станции на начало 2016 года составляет 385 МВт или 88,5 % от общей мощности электростанций региона. Выдача мощности осуществляется по воздушным линиям класса 110 кВ. Выработка в 2015 году — 1038,8 млн кВт⋅ч.
ТЭЦ работает в режиме комбинированной выработки электрической и тепловой энергии. Является одним из основных источников тепловой энергии для системы централизованного теплоснабжения Пензы. Установленная тепловая мощность станции с 1 января 2016 года — 1068 Гкал/ч (в том числе мощность отборов паровых турбин — 868 Гкал/ч, из которых 532 Гкал/ч — теплофикационные отборы, 336 Гкал/ч — производственные отборы). Тепловая энергия отпускается в горячей воде на нужды отопления, вентиляции и горячего водоснабжения, а также с паром для промышленных потребителей. Отпуск тепла в 2015 году — 1698 тыс. Гкал.
Пензенская ТЭЦ-1 является паросиловой электростанцией, основное оборудование которой включает:
- семь энергетических (паровых) котлов:
  - два типа ТП-170 единичной производительностью от 170 тонн пара в час, 1954—1955 годов ввода в эксплуатацию;
  - три типа ТП-15, ТП-47 единичной производительностью 220 тонн пара в час, 1961—1965 годов ввода в эксплуатацию;
  - два типа ТГМЕ-464 единичной производительностью 500 тонн пара в час с давлением свежего пара 140 кгс/см², 1978—1979 годов ввода в эксплуатацию;
- четыре турбоагрегата[2][5]:
  - № 4 ПТ-30-8,8 — 30 МВт, 2004 года ввода в эксплуатацию;
  - № 5 ПТ-65/75-90/13 — 60 МВт, 1997 года;
  - № 7 Т-100/120-130-3 — 110 МВт, 1978 года;
  - № 8 Т-110/120-130-4 — 110 МВт, 1980 года;
- два пиковых водогрейных котла ПТВМ-100, 1975—1976 годов ввода в эксплуатацию.

Теплофикационные турбины № 4,5 выполнены с поперечными связями, турбины № 7 и 8 типа Т-110/120-130 — по блочной схеме.
В качестве основного топлива используется магистральный природный газ, резервное топливо — мазут. Удельный расход топлива на отпуск электрической энергии в 2015 году составил 220,5 г.у.т./ кВт⋅ч, на отпуск тепловой энергии — 169,8 г.у.т./Гкал.

## Аварии
26 января 2017 года при проведении ремонтных работ по устранению дефектов на подогревателе высокого давления турбогенератора № 5 при выполнении его гидравлических испытаний, после опрессовки сорвало крышку на подогревателе высокого давления, в результате чего в машинном зале котло-турбинного цеха частично обрушилась крыша над турбогенератором на площади 450 м². В результате чрезвычайного происшествия на ТЭЦ погиб один человек. Без тепла в 20-градусный мороз остались свыше 75 тыс. человек, проживающих более чем в 400 домах. Ущерб на филиале ПАО «Т-Плюс» от аварии составил несколько десятков миллионов рублей.